# XOR 교체 알고리즘

XOR 교체 알고리즘(XOR swap algorithm) 또는 XOR 스왑 알고리즘은 임시 변수를 두지 않고, 두 개의 변수를 배타적 논리합(XOR) 비트 연산을 이용하여 교체(swap)하는 알고리즘이다. 이 알고리즘은 컴퓨터 프로그래밍 분야에서 프로세서의 최적화 능력이 부족했을 때 대안으로 자주 사용되었다.

## 개요
XOR 교체 알고리즘은 세 개의 XOR 연산을 사용하여 임시 변수 없이 두 변수를 교환한다. 의사코드로는 다음과 같이 표현할 수 있다.
```
X ← X XOR Y
Y ← X XOR Y
X ← X XOR Y
```

보통 위의 세 줄은 각각 하나씩 세 개의 기계어 명령에 대응될 수 있다. 예를 들어 IBM System/370에서 위 코드는 다음과 같은 어셈블리 코드로 변환된다:
```
XR    R1,R2
XR    R2,R1
XR    R1,R2
```

여기서 R1과 R2는 레지스터이고 XR은 첫째 레지스터와 둘째 레지스터의 값을 XOR해서 그 결과값을 첫째 레지스터에 저장하는 명령이다.
하지만 이 알고리즘은 X와 Y가 같은 기억 장소를 가리킬 경우 제대로 동작하지 않는다. 예상했던 대로라면 두 값이 같으므로 아무 일도 일어 나지 않아야 하지만, 위 알고리즘은 첫 문장에서 X와 Y를 모두 0으로 초기화해 버리기 때문에 기억 장소에는 0이 저장된다. 만약 위의 알고리즘을 임의의 경우에도 쓸 수 있게 하려면 다음과 같은 수정이 필요하다.
```
만약 X ≠ Y이면,
    X ← X XOR Y
    Y ← X XOR Y
    X ← X XOR Y
```

## 증명
비트 문자열에 대한 XOR 이항 연산은 다음과 같은 성질을 갖는다. 여기서 {\displaystyle \otimes }는 XOR 연산자를 뜻한다.
- L1. 교환법칙: {\displaystyle A\otimes B=B\otimes A}
- L2. 결합법칙: {\displaystyle (A\otimes B)\otimes C=A\otimes (B\otimes C)}
- L3. 항등원의 존재: 어떤 {\displaystyle A}에 대하여서도, {\displaystyle A\otimes Z=A}가 되는 값 {\displaystyle Z=0}이 존재한다.
- L4. 각 원소에 대해 유일한 역원의 존재: 각 {\displaystyle A}에 대하여, {\displaystyle A\otimes A^{-\!1}=Z}가 되는 {\displaystyle A^{-\!1}}가 존재한다.
  - L4a. 각 원소의 역원은 사실 자기 자신임: {\displaystyle A\otimes A=0}

L1부터 L4까지의 성질은 아벨 군(ablian group)의 정의이다. L4a는 XOR 연산의 구조적 성질에 해당하는 것이며, 아벨 군이나 다른 군에 꼭 있는 성질은 아니다.
R1과 R2의 두 레지스터에 값 A와 B가 저장되어 있을 때, XOR 교체 알고리즘을 수행할 때 각각의 결과는 다음과 같다.
| 과정 | 수행된 명령    | R1의 값                     | R2의 값                     | 사용된 성질    |
| ---- | -------------- | --------------------------- | --------------------------- | -------------- |
| 1    | (초기 상태)    | A                           | B                           | --             |
| 2    | R1 ← R1 XOR R2 | A^B                         | B                           | --             |
| 3    | R2 ← R1 XOR R2 | A^B = B^A                   | (A^B)^B = A^(B^B) = A^0 = A | L1, L2, L4, L3 |
| 4    | R1 ← R1 XOR R2 | (B^A)^A = B^(A^A) = B^0 = B | A                           | L2, L3, L4     |

## 코드 예제
다음은 XOR 교체 알고리즘을 구현한 C 코드이다.
```
void
 
swap
(
int
 
*
x
,
 
int
 
*
y
)

{

    
if
 
(
x
 
!=
 
y
)
 
{

        
*
x
 
^=
 
*
y
;

        
*
y
 
^=
 
*
x
;

        
*
x
 
^=
 
*
y
;

    
}

}

```

이 코드는 두 포인터가 서로 다른 메모리 공간을 가리킬 때에만 교체 연산을 수행해서 문제를 제거한다.
이 코드는 종종 다음과 같은 형태로 쓰이기도 한다.
```
if
 
(
x
 
!=
 
y
)
 
*
x
 
^=
 
*
y
 
^=
 
*
x
 
^=
 
*
y
;

```

하지만 이 코드는 시퀀스 포인트의 부재 때문에 올바른 C 코드가 아니며, 이 코드의 수행 결과는 컴파일러에 따라 다를 수 있다.

## 실제 사용에서의 장단점
XOR 교체 알고리즘은 대부분의 현대적인 프로세서에서는 임시 변수를 사용하는 방법보다 더 느린데, 그 이유 중 하나로는 임시 변수를 사용하는 방법은 여러 명령어를 동시에 실행할 수 있도록 (명령어 수준 병렬성) 최적화하기가 더 쉽기 때문이다. XOR 교체 알고리즘은 3 연산 모두 데이터 의존성 (Read-After-Write)을 만들기에 반드시 순서대로만 실행해야한다. 따라서 현대 비순차 프로세서나 VLIW 컴파일러가 XOR 교체 알고리즘을 최적화할 수 있는 방법은 거의 없다.
반면, XOR 교체 알고리즘은 속도가 그리 빠르지 않아도 되고 메모리 (혹은 캐시) 사용을 최소화해야 하는 환경에서는 유용하게 사용될 수 있다. 따라서 이 방식은 임베디드 개발 환경에서 많이 이용된다.

## 같이 보기
- 교체 연산